# Limenitis inachia
Limenitis inachia är en fjärilsart som beskrevs av Otto Staudinger 1886. Limenitis inachia ingår i släktet Limenitis och familjen praktfjärilar. Inga underarter finns listade i Catalogue of Life.